# Реметя (Алба)
Реметя (рум. Remetea) — село у повіті Алба в Румунії. Входить до складу комуни Метеш.
Село розташоване на відстані 280 км на північний захід від Бухареста, 12 км на захід від Алба-Юлії, 74 км на південь від Клуж-Напоки.

## Населення
За даними перепису населення 2002 року у селі проживали 26 осіб, усі — румуни. Усі жителі села рідною мовою назвали румунську.